# Hiszam Kandil
Hiszam Muhammad Kandil (هشام قنديل, ur. 17 września 1962 w Bani Suwajf) – egipski polityk, minister zasobów wodnych i irygacji w latach 2011–2012. Premier Egiptu od 2 sierpnia 2012 do 3 lipca 2013.

## Życiorys
Hiszam Kandil urodził się w 1962. W 1984 ukończył studia licencjackie w dziedzinie inżynierii na Uniwersytecie Kairskim. W 1998 zdobył tytuł magistra na Utah State University w Logan, a w 1993 doktoryzował się z zakresu irygacji na North Carolina State University.
Po powrocie do Egiptu rozpoczął pracę w działającym przy Ministerstwie Zasobów Wodnych i Irygacji Narodowym Centrum Badań Wodnych (National Water Research Centre). W latach 1999–2005 był dyrektorem gabinetu ministra zasobów wodnych Mahmouda Abou Zeida. Wchodził również w skład egipskiej delegacji ds. rozmów z Sudanem w sprawach związanych z wodami Nilu.
Po 2005 podjął pracę w Afrykańskim Banku Rozwoju z siedzibą w Tunezji, w którym awansował do stanowiska dyrektora ds. zasobów wodnych. Brał udział w pracach przy programie Nile Basin Initiative, mających na celu osiągnięcie zrównoważonego rozwoju dorzecza Nilu i sprawiedliwego wykorzystywania jego zasobów wodnych. Był autorem wielu dokumentów na temat polityki gospodarczej i żywnościowej w Afryce.
21 lipca 2011 objął stanowisko ministra zasobów wodnych i irygacji w gabinecie premiera Isama Szarafa. W listopadzie 2011 zachował je w nowym rządzie Kamala Ganzuriego. W lipcu 2012 razem z prezydentem Muhammadem Mursim wziął udział w szczycie Unii Afrykańskiej w Etiopii.
24 lipca 2012 prezydent Mursi desygnował go na stanowisko szefa rządu. Mianowanie bezpartyjnego technokraty stanowiło zdaniem wielu ekspertów zaskoczenie, tym bardziej, że kandydat nie był szeroko znany opinii publicznej. Kandil zapowiedział stworzenie rządu złożonego ze specjalistów. Jego rząd zaprzysiężony został 2 sierpnia 2012. Zgodnie z zapowiedziami, większość jego ministrów stanowili nowi, mało znani i bezpartyjni technokraci. Stanowiska zachowało siedmiu ministrów z poprzedniego rządu, w tym minister spraw zagranicznych, minister finansów oraz stojący na czele obrony marszałek Muhammad Husajn Tantawi, czworo z ministrów pochodziło z Partii Wolności i Sprawiedliwości prezydenta Mursiego. Hiszam Kandil został najmłodszym premierem Egiptu od 1954.
Jego gabinet został odsunięty od władzy w wyniku puczu wojskowego z 3 lipca 2013. Skazany na rok pozbawienia wolności za renacjonalizację firmy tekstylnej sprzedanej przez administrację obalonego w 2011 prezydenta Husniego Mubaraka. We wrześniu 2013 wyrok został uchylony przez sąd apelacyjny. W grudniu tego samego roku Kandil został aresztowany ponownie. Oficjalnie poinformowano, że został schwytany na południu kraju, gdy nielegalnie usiłował przekroczyć granicę z Sudanem.